# Lebiedziewo
Lebiedziewo (biał. Лебедзева, Lebiedziewa; ros. Лебедево, Lebiediewo) – agromiasteczko na Białorusi, w obwodzie mińskim, w rejonie mołodeckim, siedziba administracyjna sielsowietu.

## Historia
Dawniej miasteczko. Lebiedziewo założone zostało w średniowieczu. W 1476 wzniesiono tu drewniany kościół rzymskokatolicki pw. Narodzenia NMP. Istniała tu również cerkiew prawosławna oraz w czasach przedrozbiorowych zbór kalwiński.
Pierwszymi właścicielami byli kniaziowie Holszańscy. W latach 1519–1557 królewszczyzna, następnie do 1588 majątek należał do Radziwiłłowów, a później do innych rodów (m.in. Radziszewskich i Cywińskich).
Od 1476 siedziba parafii rzymskokatolickiej Najświętszego Serca Pana Jezusa w Lebiedziewie. Działa tu również parafia prawosławna pw. Świętej Trójcy; współcześnie istniejąca cerkiew została zbudowana w 1869 r.
W czasach carskich oraz w II Rzeczypospolitej miejscowość była siedzibą gminy Lebiedziewo.
W czasach zaborów miasteczko w gminie Lebiedziewo, w powiecie wilejskim, w guberni wileńskiej Imperium Rosyjskiego. W 1865 roku liczyło 1099 mieszkańców w 182 domach.
W latach 1921–1945 wieś leżała w Polsce, w województwie wileńskim, w powiecie wilejskim, od 1927 roku w powiecie mołodeczańskim, w gminie Lebiedziewo.
Według Powszechnego Spisu Ludności z 1921 roku zamieszkiwało tu 1828 osób, 446 było wyznania rzymskokatolickiego, 636 prawosławnego, 2 ewangelickiego, 740 mojżeszowego, 4 mahometańskiego. Jednocześnie 220 mieszkańców zadeklarowało polską, 942 białoruską, 657 żydowską, 4 tatarską a 5 rosyjską przynależność narodową. Było tu 305 budynków mieszkalnych. W 1931 w 357 domach zamieszkiwały 2092 osoby.
Wierni należeli do miejscowej parafii rzymskokatolickiej i prawosławnej. Miejscowość podlegała pod Sąd Grodzki w Mołodecznie i Okręgowy w Wilnie; mieścił się tu urząd pocztowy obsługujący znaczną część gminy.
W wyniku napaści ZSRR na Polskę we wrześniu 1939 miejscowość znalazła się pod okupacją sowiecką. 2 listopada została włączona do Białoruskiej SRR. Od czerwca 1941 roku pod okupacją niemiecką. W 1944 miejscowość została ponownie zajęta przez wojska sowieckie i włączona do Białoruskiej SRR.
Od 1991 w składzie niepodległej Białorusi.
Podczas okupacji hitlerowskiej, w październiku 1941 roku Niemcy utworzyli getto dla żydowskich mieszkańców. Przebywało w nim około 1000 osób. 24 czerwca 1942 roku Niemcy zlikwidowali getto, a Żydów zamordowano. Sprawcami zbrodni byli Niemcy z SD w Wilejce oraz pluton Waffen-SS. 

### Przynależność państwowa i administracyjna
- ?–1569  Wielkie Księstwo Litewskie, województwo wileńskie
- 1569–1793  I Rzeczpospolita, Wielkie Księstwo Litewskie, województwo wileńskie
- 1793–1917  Imperium Rosyjskie, gubernia wileńska, powiat wilejski
- 1917–1919  Rosyjska FSRR
- 1919–1920  Zarząd Cywilny Ziem Wschodnich (II RP), okręg wileński
- 1920  Rosyjska FSRR
- 1920–1945[b]  Polska
  - województwo:
    - nowogródzkie (1921–1922)
    - Ziemia Wileńska (1922–1926)
    - wileńskie (od 1926)

  - powiat:
    - wilejski (1920–1927)
    - mołodeczański (od 1927)
- 1945–1991  ZSRR, Białoruska SRR
- od 1991  Białoruś

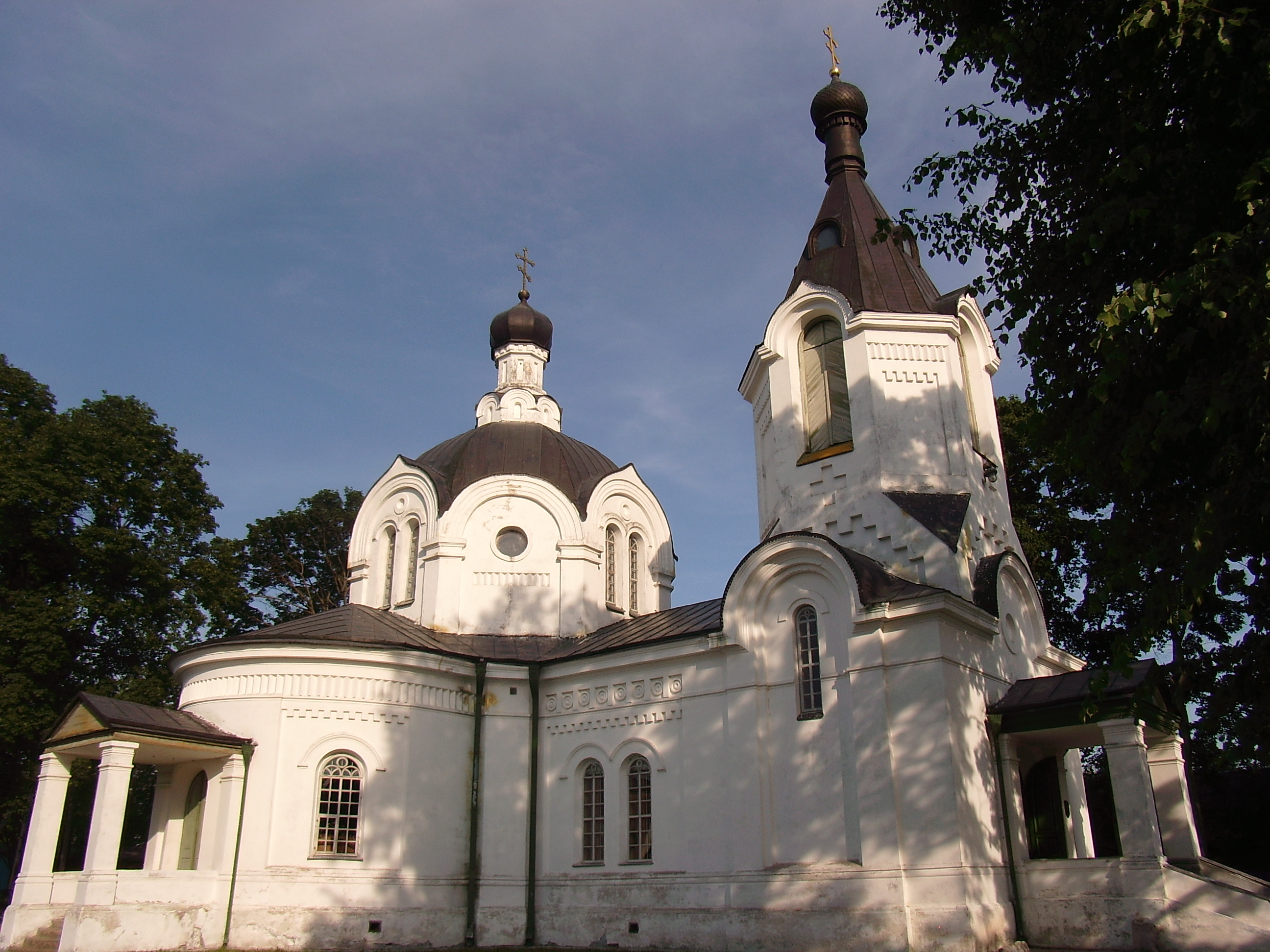
Cerkiew Świętej Trójcy z 1869
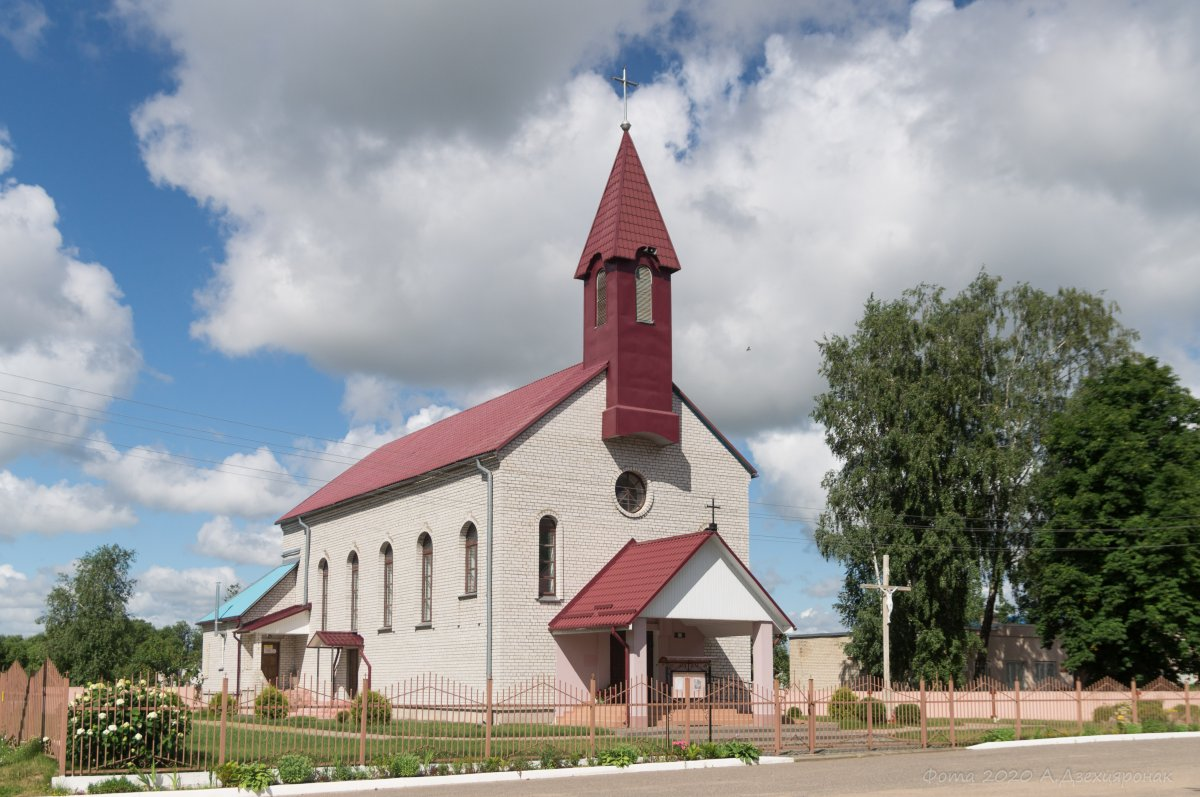
Kościół Najświętszego Serca Pana Jezusa